# Дружба (Кен-Булунский айылный аймак)
Дружба (кирг. Дружба) — село в Ысык-Атинском районе Чуйской области Кыргызстана. Входит в состав Кен-Булунского айылного аймака.

## География
Село расположено на севере центральной части области, на левом берегу реки Чу, вблизи государственной границы с Казахстаном, на расстоянии приблизительно 22 километров (по прямой) к востоку от города Кант, административного центра района. Абсолютная высота — 752 метра над уровнем моря.

## Население
Согласно оценочным данным Национального статистического комитета Кыргызской Республики, численность населения села на начало 2023 года составляла 1855 человек.
| год     | 2009 | 2014 | 2015 | 2020 | 2021 | 2023 |
| ------- | ---- | ---- | ---- | ---- | ---- | ---- |
| человек | 2333 | 2106 | 1852 | 1635 | 1654 | 1855 |